# Hubert Ritzenhofen
Hubert Heinrich Ritzenhofen (* 3. Oktober 1879 in Amsterdam; † 7. April 1961 in Düsseldorf) war ein deutscher Maler.

## Leben
Ritzenhofen wurde als Kind Düsseldorfer Eltern in Amsterdam geboren, die mit dem Vierjährigem Kind nach Düsseldorf zurückkehrten.
Nach seiner ersten Ausbildung an der Kunstgewerbeschule Düsseldorf studierte Ritzenhofen von 1896 bis 1907 an der Kunstakademie Düsseldorf bei Heinrich Lauenstein, Willy Spatz, Eduard Gebhardt und zuletzt als Meisterschüler von Claus Meyer. Seit 1903 verfügte er über ein eigenes Atelier im Akademiegebäude. 1904 wohnte er in der Dammstraße 8.
Von 1926 bis 1961 war er Mitglied im Düsseldorfer Künstlerverein Malkasten. Ritzenhofen blieb in Düsseldorf ansässig, wo er Helena Petronella (* 1894) heiratete, eine Tochter des aus ’s-Hertogenbosch gebürtigen Düsseldorfer Bildhauers Adrian Carnas (1862–1948). Er betätigte sich als Landschafts-, Marine-, Genre- und Porträtmaler und unternahm Studienreisen in die Niederlande, nach Belgien und Frankreich. Vorwiegend wählte er Motive aus Düsseldorf und Umgebung.
Sein Ölgemälde Weißer Sonntag in St. Lambertus ist als Dauerleihgabe der Familie Ritzenhofen im Stadtmuseum Düsseldorf zu sehen. Sein Sohn Walter Ritzenhofen studierte an der Kunstakademie Düsseldorf bei Wilhelm Schmurr und wurde ebenfalls Maler. Befreundet war Ritzenhofen mit Hans Thoma und Max Liebermann.

## Ausstellungen (Auswahl)
Werke von Ritzenhofen waren in mehreren Ausstellungen zu sehen:
- 1904: Der Klosterkoch und Maiandacht in der Jahresausstellung im königlichen Glaspalast in München
- 1907: Am weißen Sonntag oder Weißer Sonntag in St. Lambertus, Große Kunstausstellung in Düsseldorf
- 1912: La Panne, Frühjahrsausstellung in Düsseldorf[3]
- 17. Oktober bis 21. November 1979: Hubert Ritzenhofen – ein Maler und Zeichner des alten Düsseldorf im Stadtgeschichtlichen Museum Düsseldorf
- 16. Januar bis 31. März 1984: Hubert Ritzenhofen (1879–1961); Handzeichnungen, Düsseldorfer Motive in der Galerie G. Paffrath in Düsseldorf